# Visual History
Visual History ist ein vor allem innerhalb der Neuesten Geschichte und der Zeitgeschichte entstehendes Forschungsfeld, welches Bilder (statische wie dynamische oder elektronisch erzeugte und verlinkte) sowohl als Quellen als auch als eigenständige Gegenstände der historischen Forschung betrachtet und sich mit der Visualität von Geschichte wie mit der Historizität des Visuellen befasst.
Visual History ist eine Historische Hilfswissenschaft und zeichnet sich durch einen breiten, interdisziplinären Zugang zum Visuellen in der Geschichte aus. Sie verbindet spezifische historische Analysemethoden mit Kenntnissen und analytischen Methoden aus der Kunstgeschichte und Kunstwissenschaft und solchen aus benachbarten Disziplinen, wie der Philosophie (vor allem Phänomenologie und Semiotik), Anthropologie und Volkskunde, Ethnologie und Medienwissenschaft. Verwandte Ansätze finden sich im Rahmen der deutschsprachigen Geschichtswissenschaft unter den Bezeichnungen Historische Bildkunde, Historische Bildforschung. Im angelsächsischen Sprachraum finden sich Überschneidungen mit den Visual Studies, Visual Culture Studies oder der Visual Anthropology.

## Zum Begriff Visual History
Der Begriff Visual History wurde im deutschsprachigen Raum zum ersten Mal 1991 von dem Historiker und Bildwissenschaftler Gerhard Jagschitz verwendet. Dieser forderte eine sozialwissenschaftliche und ganzheitliche Auseinandersetzung mit dem Medium Bild, ähnlich wie es mit dem Medium Ton in der Oral History geschehen sei. Der Zeithistoriker Gerhard Paul erweiterte den Untersuchungsgegenstand, der zunächst auf die Fotografie begrenzt schien, auf alle visuellen Medien, wie Postkarten, Plakate, Comics und Karikaturen, Filme oder elektronische Bilder aus dem Fernsehen und dem Internet.
Stark beeinflusst wurde die Entwicklung dieses Forschungsfeldes durch den Visual und Iconic Turn in den Geistes-, Kultur- und Sozialwissenschaften Anfang der 1990er Jahre, der als Reaktion auf das Sprachmonopol des Linguistic Turns die Untersuchung von Bildern, Zeichen und Symbolen in den Vordergrund stellte. Kunsthistoriker wie William J. T. Mitchell oder Gottfried Boehm fragten nach der Bedeutung der Visualität für das menschliche Denken und Wahrnehmen und trieben damit den Aufbau der neuen Fachrichtung Visual Culture Studies mit voran, welche als interdisziplinäres Dach für die geschichtswissenschaftliche Säule Visual History gesehen werden kann.
Die neue zeitgeschichtliche Forschungsperspektive profitierte zum einen von den Erfahrungen der Historischen Bildforschung, die von Mediävisten und Forschern der Frühen Neuzeit bei der Arbeit mit Bildquellen aufgebaut worden war. Diese wurden auf bewegte Bilder übertragen und um Möglichkeiten erweitert, mit neuzeitlichen elektronischen Massenbildquellen umzugehen, die das Bild als eigenständiges kommunikatives Medium verstand. Zum anderen wurden Methoden der traditionell von Kunsthistorikern betriebenen Historischen Bildkunde aufgegriffen, deren Fokus auf der Analyse des Bildmotivs lag. Im Unterschied zu dieser sollten neben dem Bildinhalt die Bedingungen der Produktion, der Distribution und der Rezeption des Bildes in die Analyse mit einbezogen werden.
Der Begriff umfasst nach Paul drei Aspekte, erstens enthalte er die bildliche Wahrnehmung, Auffassung und Vorstellung von Geschichte ebenso wie die historische Entwicklung des Optischen, zweitens befasse er sich mit allen Methoden, die den Erkenntnisgewinn an visuellen Objekten ermöglichen und drittens erhofft Paul sich eine neue digitale und vernetzte Darstellung von geschichtlichen Zusammenhängen.

## Entwicklung der Forschungsrichtung
Schon Mitte des 19. und Anfang des 20. Jahrhunderts haben Historiker wie Jules Michelet, Jacob Burckhardt und Karl Lamprecht mentalitätsgeschichtliche Bilduntersuchungen durchgeführt und versucht, kollektive zeitgenössische Moralvorstellungen aus Kunstwerken abzuleiten. Eine systematische Bildanalyse-Methode analog zu einer Quellenkritik, wie sie im geschichtswissenschaftlichen Umgang mit Texten üblich war, gab es jedoch nicht. Methodologische Auseinandersetzungen haben erst in den 1920er Jahren begonnen. Die Kenntnisse von Kunsthistorikern, die sich mittlerweile für das Bild, und Historikern, die sich für den Text zuständig hielten, sollten produktiv zusammengefasst werden. Durch den Zweiten Weltkrieg unterbrochen, wurde eine solche Kooperation erst in den 1960er Jahren neu belebt und von einzelnen weiterentwickelt.
Einen wichtigen Einfluss hat die Mentalitäts- und Alltagsgeschichte in den 1980er und 1990er Jahren gespielt, die das Bild als eigenständige Quelle aufgefasst und damit besonders die Erforschung des Mittelalters und der Frühen Neuzeit bereichert habe. Das umfangreiche Bildmaterial in diesen Epochen regt bis heute zu ständig neuen Forschungsfragen an, wie zum Beispiel zu der Frage der Kunsthistorikerin Gabriele Wimböck, ab wann ein Bild „Autorität“ besitze.
Neue Zugänge zur Bildanalyse haben auch die Kultur- und Politikwissenschaften mit ihren Analysen der Bildsprache in sozialen und politischen Bewegungen des 20. Jahrhunderts ermöglicht. Zusätzliche Themenfelder sind in den 1990er Jahren durch die Gedächtnis- und Erinnerungsforschung von Harald Welzer sowie Aleida und Jan Assmann, die Bilder als „Traditionsmotoren“ verstehen, eröffnet worden. Intensiv habe sich auch der Museums- und Ausstellungsbereich und die Gedenkstättenarbeit mit Medien wie Plakaten und Fotografie und deren Wirkung auf die Rezipienten auseinandergesetzt.
Der Visual Turn ist nach einem zögerlichen Prozess, die nach Habbo Knoch an einer zeitweise bestehenden intellektuellen „Ikonophobie“ lag, in der deutschen Geschichtswissenschaft angekommen. Ursachen für die Wende sind laut Paul neben einem Paradigmenwechsel, der von einer jüngeren Historikergeneration vorangetrieben worden sei, technische Entwicklungen wie das Internet, die unter anderem eine extrem vereinfachte Bildrecherche über private Rechner ermöglicht hätten.
Handlungsbedarf im Forschungsbereich Visual History gäbe es nach Paul noch bei der Entwicklung von verlässlichen Analysemethoden der Rezeption von visuellen Medien und der verstärkten Hinwendung zum bewegten Bild, auch wenn das stehende Bild nach Susan Sontag eine besonders eindringliche Wirkung auf die menschliche Wahrnehmung ausübt und sich „in die Festplatte des Gedächtnisses“ einbrennt.

## Begriff des Bildes und des Bildlichen
Die interdisziplinäre Neubewertung von visuellen Medien führte zu einer Diskussion über den Bildbegriff.
Ähnlich wie in der allgemeineren Bildwissenschaft ist auch für die Visual History die Bilddefinition ein fundamentaler, aber ebenso umstrittener und diskutierter Ausgangspunkt. Eine wichtige Rolle spielt dabei die Frage, ob und wie sich Bilder, unterschiedliche Bildformen und Wege der Produktion, Reproduktion, Rezeption und Interpretation von bildlichen Medien theoretisch systematisieren lassen. Für die Geschichtswissenschaft, deren zentrale methodische Grundlage klassischerweise die Quellenanalyse darstellt, liegt dabei zunächst ein Bildbegriff nahe, der sich mit den im Bild niederschlagenden zeitgenössischen Entstehungskontext befasst. Historiker nehmen traditionell hauptsächlich materielle Bilder in den Blick. Da sich nach der Ansicht des Historikers Jens Jäger in Bildern manifestiere, was in einer Gesellschaft in einer gewissen historischen Periode als „abbildungswürdig, als normal, als abweichend, als schön oder hässlich“ angesehen würde, seien Bilder immer auch Bestandteil der Meinungsbildung und -beeinflussung. Bilder hätten damit die Funktion übernommen, ein Verhältnis der Menschen zur Welt auszudrücken. Dabei könne eine Bild je nach historischer Fragestellung natürlich unterschiedlich gedeutet werden. Auch Heike Talkenberger sieht die Bilder nicht als reine Abbildung, sondern als Beeinflusser der Wirklichkeit, welche Meinung, Angst und eine Gegenwirklichkeit aufbauen könnten. Bei der Bearbeitung dieser Quellen setze man sich mit der „Phantasieproduktion einer Gesellschaft“ auseinander. Martina Heßler betont, dass die Geschichtswissenschaft das Bild nicht nur als Quelle sehen dürfe, sondern sich darüber hinaus mit den Grenzen und Möglichkeiten des Mediums Bild, seiner Funktionsweise und seiner historischen Bedeutung in der Geschichte beschäftigen müsse.
Die Kunsthistoriker Martin Warnke und Horst Bredekamp, die als Begründer der politischen Ikonographie gelten, haben seit den 1980er Jahren die politischen Bedingungen von Bildern analysiert und die Begriffsdebatte in diese Richtung beeinflusst. Bredekamp entwickelte die „Theorie des Bildaktes“ und zeigte auf, dass ein Bild nicht nur ein Abbild der Realität sei, sondern auch selbst neue Realitäten schaffe. Als Beispiele nannte er die 1979 gesendete US-amerikanische Serie „Holocaust“ oder die Wehrmachtsausstellung, die als Wanderausstellung zwischen 1995 und 1999 heftige Reaktionen ausgelöst hätten. Nach Gerhard Paul würde Bildmaterial etwa über das Sprengen der Buddha-Statuen im März 2001, über den Terroranschlag auf das World Trade Center am 11. September 2001 oder über den Abu-Ghuraib-Folterskandal in einem US-Gefängnis im besetzten Irak im Mai 2004 eine solche Wirkkraft ausüben, dass sie selbst wiederum neue geschichtliche Ereignisse auslösen könnten.
Die unterschiedlichen bild-, kunst- und kulturwissenschaftliche Diskussionen und darin entwickelten Bilddefinitionen bieten weitere Möglichkeiten, sich an den komplexen und umstrittenen Gegenstand des Bildes anzunähern, weshalb sie auch in der Diskussion um das Konzept der Visual History häufig herangezogen werden.
In seinen beiden Monographien Iconology (1986) und Picture Theory (1994) legte der Kunsthistoriker W. J. T. Mitchell innerhalb der bildwissenschaftlichen Theoriediskussion umfangreiche Entwürfe vor. Mitchell betont dabei stark die soziokulturelle Relativität der Bildwahrnehmung und verankert seinen Bildbegriff dabei zentral im Alltagsverständnis des Bildlichen.
Mitchell unterscheidet im Kontext der Ikonologie zwischen fünf Kategorien von Bildern: grafische (etwa Gemälde, aber auch Statuen), optische (etwa Projektionen), perzeptuelle (Sinnesdaten und Erscheinungen), geistige (Träume, Erinnerungen, Ideen) und sprachliche Bilder. Diese fünf Bilder seien ihm zufolge unterschiedlichen wissenschaftlichen Kontexten zuzuordnen. So sind beispielsweise optische Bilder Gegenstand der Physik, sprachliche Bilder hingegen Teil literaturwissenschaftlicher/literaturkritischer Analyse, während etwa perzeptuelle Bilder in einem Grenzbereich von Physiologie, Neurologie, Psychologie und Kunstgeschichte untersucht würden.
Mitchells Bildbegriff beinhaltet also deutlich materielle und immaterielle Bilder und geht von einem sowohl alltäglichen als auch wissenschaftlich institutionalisierten Nachdenken über Bildlichkeit aus. In einer weiteren Hinsicht lassen sich nach Mitchell Bilder außerdem in natürlich-mimetische (abbildende) und künstlich-expressive (verfremdete) Bilder unterteilen, wobei das in der Kunstgeschichte vielfach diskutierte (und umstrittene) Kriterium der Ähnlichkeit aufgegriffen wird.
Mit Bezug auf Theoretiker wie Marshall McLuhan und Michel Foucault steht bei Mitchell die Bildmaterialität im Vordergrund. In Anlehnung an den von Richard Rorty in die Diskussion eingebrachten Linguistic Turn schlug Mitchell die Analyse im Sinne eines Pictorial Turns (weitere Begriffsklärung im Artikel Ikonische Wende) vor. In der Rezeption wird betont, dass Mitchells Bildbegriff dabei vor allem auf soziale Zusammenhänge und politische Fragen abziele.
In einem eigenständigen Ansatz entwickelte der Kunsthistoriker und Philosoph Gottfried Boehm unter dem Schlagwort eines Iconic Turn (siehe Ikonische Wende) eine Bildtheorie, die von hermeneutischen und phänomenologischen Grundsätzen stark beeinflusst ist. Bilder, so Boehm, seien aufgrund der spezifischen ikonischen Differenz in einem grundsätzlichen und interdisziplinären Ansatz in ihrer „Absolutheit“ neu zu bestimmen. Dabei wird im Rahmen einer „Wiederkehr der Bilder“ auch eine Absage an sprachliche Denk- und Kommunikationsmuster in Aussicht gestellt. Die Kulturwissenschaftlerin Doris Bachmann-Medick fasst Boehms Leitgedanken folgendermaßen zusammen: „In Reaktion auf die Dominanz der Medienwissenschaften sollte diese [gemeint ist eine allgemeine Bildwissenschaft im Sinne Boehms] zunächst kunstgeschichtlich verankert sein: um die eigene Logik von Bildern zu erkunden und eine neue analytische Zugangsweise zu Bildkulturen zu gewinnen.“ Die ikonische Differenz eines Bildes bedeutet somit „seine Zugehörigkeit zur materiellen Kultur wie auch seine gleichzeitige Teilhabe an der Sphäre symbolischer Bedeutung. Sie erfasst den Grundkontrast der Bilder zwischen ihrem Gemachtsein und ihrem sinnstiftenden Darstellungs- und Verweisungscharakter, zwischen (materieller, medialer und technischer) Herstellung und Darstellungsmacht.“
Im Sinne der Bild-Anthropologie, die vor allem von Hans Belting in die Diskussion eingebracht worden ist, dürfen Bilder nicht isoliert behandelt werden, sondern sind das Ergebnis persönlicher und gesellschaftlicher Symbolisierung. Der Mensch lebt in einer von Bildern geprägten Welt und versteht sie auch in Bildern. Dementsprechend ist der Bildbegriff, so Belting, nur anthropologisch zu denken. Nach ihm sind es die immer wiederkehrenden Erfahrungen von Raum, Zeit und dem Tod, die der Mensch in Bildern festhält. Dennoch ist er nicht der Produzent der Bilder, sondern ist ihnen ausgesetzt. Die Frage „Was ist ein Bild?“ ist für den deutschen Kunsthistoriker und Medientheoretiker nicht ohne das „Wie?“ zu begreifen. Der Inhalt, wie man ihn von Texten kennt, ist diesem Ansatz folgend nicht eindeutig zu bestimmen.
Als Beispiel kann man das alte Marienbild von Guadalupe heranziehen, welches vor der Unabhängigkeitserklärung Mexikos noch das Symbol der spanischen Kolonialherrschaft war und dann Sinnbild des jungen Staates wurde. Die Sichtweise auf das gleiche Bild hatte sich verändert.
Die Fragen, was ein Bild zu einem Bild macht und was ein Bild von einem Text unterscheidet, werden in unterschiedlichen methodischen Ansätzen also unterschiedlich beantwortet. Die besondere Herausforderung bei der Analyse von Bildern scheint vor allem darin zu liegen, dass ein Bild sowohl ein Objekt als auch ein transportierter Inhalt ist. Das Bild stellt also etwas dar, was es selbst nicht ist. Es zeigt sich und zugleich etwas anderes. Diese Ambivalenz von Materiellem und Immateriellem lässt sich im Englischen besser veranschaulichen, da man hier die Begriffe picture und image voneinander unterscheidet.
Eine weitere Antwort auf die Frage nach der Bildlichkeit findet man in der Bild-Semiotik. Hier besteht kein bipolares Verhältnis zwischen dem Zeichen und dem bezeichneten Objekt, es gibt also keine unmittelbare Stellvertretung. Stattdessen geht der Ansatz von einer Dreierrelation aus: Ferdinand de Saussure hat ein Zeichenmodell entwickelt, bei dem er zwischen drei Ebenen, dem Signifikat, dem Signifikant und dem Referenten eines Zeichens unterscheidet. Signifikant und Signifikat bilden gemeinsam das Zeichen. Der Signifikant ist die Ausdrucksseite des Zeichens, also ein Laut, ein Wort oder eben auch ein Bild. Das Signifikat ist der Begriff, der Inhalt oder die Bedeutung, die durch das Zeichen transportiert werden. Der Referent schließlich ist ein Ding, Objekt oder ein Sachverhalt, auf das sich der Signifikant, mithin das Zeichen bezieht. Dies kann man sich an einem beispielhaften Zeichen, etwa an der Abbildung einer Flasche, veranschaulichen: Jemand malt eine Flasche, die Darstellung ist der bezeichnende Signifikant. Dadurch, dass sowohl Maler als auch Betrachter die gleiche Vorstellung (Signifikat) einer Flasche haben, kann auf den Referent, also das „reale“ Objekt „Flasche“ geschlossen werden.
Zusammenfassend kann man hier festhalten, dass das Objekt und das Zeichen nicht von Natur aus zusammengehören. Das Zeichen wird auf der einen Seite willkürlich für ein Objekt eingesetzt und auf der anderen Seite beruht die Verbindung auf gesellschaftlicher Übereinkunft (siehe auch Arbitrarität). Wechselt man in den Bereich der Sprache, so lässt sich diese Aussage einfach erklären. Das Wort „Baum“ hat von Natur aus nichts mit dem „eigentlichen“ Objekt „Baum“ zu tun, die Verbindung von Wort und Objekt basiert letztlich auf Konventionen. Dies lässt sich zudem an einem weiteren Beispiel veranschaulichen: So meint das Wort „Sessel“ in Deutschland etwas anderes als in weiten Teilen Österreichs. Nur durch die Konventionen der jeweiligen Sprachgemeinschaft, wird das Wort eindeutig mit einem bestimmten Objekt assoziiert. Denkt man an andere Zeichen wie Gesten, so kann dieses Zeichen in einem Kulturkreis etwas Positives ausdrücken und im anderen Kulturkreis eine Beleidigung darstellen. Diese sprachlich ausgerichteten Überlegungen zum Zeichen lassen sich ebenso auf den Bereich der Bilder übertragen.
In Bezug auf das Bild eines Baumes scheint die Verbindung mit dem Objekt aber wiederum nicht willkürlich. Wir identifizieren das Bild eines Baumes mit dem Objekt Baum, weil es Ähnlichkeit aufweist. Traditionell waren Bilder dieser Vorstellung entsprechend hauptsächlich Abbildungen. Spätestens im 19. Jahrhundert stößt diese Definition von Bilder als Abbildungen mit ihrem Prinzip der Ähnlichkeit an ihre praktische Grenze, weil sich die Malerei durch den Druck der konkurrierenden und „realistischen“ Ausdrucksform Fotografie vom Prinzip der Ähnlichkeit zunehmend abwandte.
Auch im Hinblick auf die Theorie war dieser Begriff nicht mehr haltbar, als der amerikanische Philosoph Nelson Goodman nach dem Wesen der vermeintlichen Ähnlichkeit zwischen Objekt und Bild besteht. Hier konnte Umberto Eco zeigen, dass das Verständnis von optischer Ähnlichkeit auch auf gesellschaftlichen Konventionen beruht. Wenn aber ein Bild ein visuelles Zeichen ist, so muss es einem bestimmten Code unterliegen, damit wir es auch verstehen können. Die Beschaffenheit und Mechanismen dieser Codes und Konventionen versucht die Bildsemiotik wissenschaftlich zu bestimmen.
Die Kommunikationsforscherin und Politikwissenschaftlerin Marion G. Müller beruft sich in der Bilddefinition auf unterschiedliche Bildbegriffe, die in der theoretischen Diskussion bereits vorgebracht worden sind, etwa auf W. J. T. Mitchells typologische Unterscheidung von Bildern (siehe weiter oben in diesem Artikelabschnitt). Als Dilemma vieler Bildtheorien erweist sich Müller zufolge die Fixierung auf einen materiellen Bildbegriff, was immaterielle Bilder benachteilige oder ausschließe. Müller schließt sich in einem Lösungsversuch an den Kunsthistoriker und Kulturwissenschaftler Aby Warburg an, um Bilder in ihrem materiellen Abbildcharakter als materialisierte Denkbilder zu interpretieren. Abbilder könnten dabei als „komplexe Quellen für die Rekonstruktion der Denkbilder“ dienen. Rein immaterielle Denkbilder wie Träume, Musik, Metaphern oder Ideen seien der kommunikationsorientierten Forschung allerdings nicht zugänglich, weshalb ein vor allem dem Abbild verpflichteter Bildbegriff gewählt werden muss.
Ferner unterscheidet Müller zwischen folgenden vier kommunikativen Kontexten von Bildern in ihrer Produktion, aber auch Rezeption, die wechselseitig aufeinander bezogen werden können: künstlerisch, kommerziell, journalistisch und wissenschaftlich. Bilder sind dabei immer hinsichtlich aller vier Kontexte aufschlussreich interpretierbar. Wichtigstes Prinzip aller visuellen Kommunikation sei die assoziative Eigenlogik, die sich von der rational-argumentativen Vorgehensweise eines Textes unterscheidet, obwohl Text und Bild Müller zufolge durchaus in einem gegenseitigen Abhängigkeitsverhältnis stehen. Assoziationen sind allerdings vor allem aufgrund von Vorbildern erklärbar, „deren Bedeutungen analytisch dechiffrierbar und damit interpretierbar“ sind.

## Zugriffe, Methoden und Analysekontexte im Feld Visual History
Für das breit angelegte und multiperspektivische Forschungsprogramm der Visual History und Versuchen ihrer konkreten Ausgestaltung existieren sehr unterschiedliche Ansätze, die sich vielfach auf Konzepte und Verfahren in Nachbardisziplinen wie der Kunstgeschichte und der Soziologie bzw. auf transdisziplinäre Herangehensweisen wie die Diskursanalyse berufen. Diese sollen für die Annäherung an geschichtswissenschaftlich interessante Gegenstände weiterentwickelt werden, um im Sinne der Visual History verwendet zu werden. Die dabei diskutierten Bestandteile dieser Ansätze können theoretische Denkfiguren, Begriffskonzepte, Analyseperspektiven oder konkrete Methoden für die Analyse im engeren Sinne umfassen.
Während sich Martin Lengwiler für ein „doppeltes Bezugssystem“ ausspricht, welches einerseits das „Bildimmanente“ und gleichzeitig das historische und gesellschaftliche Umfeld untersuche, sprechen sich Gerhard Paul und die Göttinger Historikerin Karin Hartewig für einen offenen, flexiblen, nicht-kanonisierten Methodenmix aus.
Die Leistung historischer Studien, die visuelle Quellen nutzen, besteht in ihrer historischen Kontextualisierung. Jene Verfahren, die zur Analyse des Bildes notwendig sind, sind dabei fast immer aus Nachbardisziplinen entliehen und werden den Bedürfnissen der Geschichtswissenschaft angepasst, was wiederum zeigt, dass die Geschichtswissenschaft bisher nur wenig genuine Analysemethoden des Bildes entwickelt hat. Vielmehr sind jene Verfahren der Geschichtswissenschaft solche, die Bedeutungen visueller Quellen für Gesellschaft, Kultur und Ökonomie feststellen. Die Verwendung von Methoden anderer Disziplinen verpflichtet somit aber auch zur Auseinandersetzung mit den jeweiligen Kontexten der Theoriemodelle und eventuell daraus entstehenden Problematiken.
Des Weiteren ist der Frage nachzugehen, wie Bilder Evidenz und Autorität erhalten. Mit Evidenz ist an dieser Stelle gemeint, dass Bildern teilweise große Authentizität beigemessen wird. Autorität ist als Eigenschaft zu verstehen, Maßstab von Verhalten sein zu können. Dem Porträt sagt man etwa nach, genauer und verlässlicher etwas über das Aussehen einer Person zu vermitteln als es eine Beschreibung eines Textes könnte. Ebenfalls bietet das Porträt über den Dargestellten weitere und unmittelbare Information als sonstige Überlieferungsformen.
Am Beispiel des Porträts zeigt sich, wie hierfür zunächst das gewählte Medium verantwortlich sein kann. Ob eine Person sich in einem Gemälde oder in einer Fotografie darstellen lässt, sagt nämlich bereits etwas aus. Zudem ist auch die Kenntnis darüber, wer und weshalb eine Person ein Porträt anfertigen ließ, entscheidend. So ist die genannte Evidenz weniger dem Bild und dem Inhalt des Bildes zu verdanken, als genauer gesagt den Zuschreibungen verwendeter Techniken. Dazu ist Kontextwissen aus anderen Medien zeitgenössischer Beobachter erforderlich und macht den Zugang der Geschichtswissenschaft aus.

### Gerhard Paul: Grundsätzliche Zugriffe der Visual History auf Bilder
Gerhard Paul greift die Denkfigur eines interdisziplinären, methodisch breit gefächerten Arbeitens auf, da die Visual History keine fertigen Methoden anbiete, sondern vielmehr einen Rahmen darstelle, der zu ständigen Grenzüberschreitungen und experimentellen Herangehensweisen einlade. Grundsätzlich sieht Paul die denkbaren Herangehensweisen an Bilder innerhalb dieses „Rahmens“ Visual History in einem möglichst umfassenden Zugriff auf bildliche Medien, der sich in der Geschichtswissenschaft zum Teil bereits etabliert habe, anderenteils aber noch entwickelt werden müsse. Auf drei grundsätzlichen Ebenen benennt Paul dabei Möglichkeiten, Bilder innerhalb der geschichtswissenschaftlichen Forschung zu thematisieren: Man könne sie als historische Quellen, als (kommunikative) Medien und schließlich als „generative“, also „eigenständig wirkmächtige Kräfte“ auffassen.
Auf der ersten Ebene, der der Quellen, sind Paul zufolge Bilder „vor allem in der Mediävistik und in der Geschichte der Frühen Neuzeit […] auf hohem Niveau als Quellen und Gegenstand historischer Erkenntnis genutzt“ worden. Eine Ausweitung dieser grundsätzlichen Bereitschaft auf „bislang bildabstinente“ Forschungsbereiche geschieht dabei häufig mit dem Ziel, Bilder dem etablierten Quellenkanon hinzuzufügen, um zumeist kulturwissenschaftlich ausgerichteten Forschungsfragen nachzugehen. Bilder dienen in dieser Perspektive auch häufig als Quellen für „zeitgenössische Sichtweisen, für sozial und kulturell geformte Blickwinkel, als Deutungsmedien“. Bildern wird Paul zufolge trotz deutlicher Forschungsdesiderate (etwa bei der mangelnden Berücksichtigung des auf das Bild selbst verweisenden „besonderen Eigensinn[s]“ oder einer erkennbaren Distanz gegenüber bewegten Bildern, also etwa filmischen Quellen) eine steigende Aufmerksamkeit zuteil, was er als positive Entwicklung einstuft. Ähnlich beurteilt Paul den damit in der Praxis einhergehenden praktizierten Methodenpluralismus, der eine Kooperation mit unterschiedlichen disziplinären Forschungskonzepten widerspiegele.
Die zweite Ebene bei Paul ist diejenige, die Bilder vor allem als Medien betrachtet. Dabei sind Bilder vor allem durch ihre kommunikativen Funktionen gekennzeichnet, wobei auch ihre Berücksichtigung als einem „selbstreferenziellen ästhetischen System“ wichtig ist. Bildern kommt hier eine sehr viel aktivere Rolle zu als in der reinen Lesart als Quellen: sie werden etwa als „Traditionsmotoren“ begriffen, „die eine bestimmte Deutung von Geschichte generieren und transportieren“. Bei der Analyse von Bildern aus dem wirtschaftlich-kommerziellen Raum, etwa in der Werbung, oder beispielsweise Bildern mit propagandistischer Funktion ergäben sich in dieser Perspektive wichtige Denkanstöße bezüglicher ihrer Funktionalität bei der „kollektiven Identitätsbildung“, die über eine Betrachtung von Bildern als historische Quellen im engeren Sinne hinausgingen.
Drittens schließlich sei es möglich und notwendig, Bilder auch als eigenständige „generative Kräfte“ zu betrachten. Dies bedeutet, dass Bildern die Fähigkeit zugesprochen wird, selbst als geschichtserzeugende Größen wirksam zu werden: „Bilder sind indes mehr als Quellen, die auf einen Sachverhalt oder ein Ereignis außerhalb ihrer eigenen Existenz verweisen; sie sind mehr als Medien, die unter Nutzung ihres ästhetischen Potenzials Deutungen transportieren oder Sinn generieren; Bilder verfügen auch über die Fähigkeit, Realitäten zuallererst zu erzeugen.“ Paul spricht in diesem Zusammenhang in enger Anlehnung an Horst Bredekamps Theorie vom „Bildakt“ davon, die„energetische und generative Potenz“ des Bildes in den Mittelpunkt der Betrachtung zu rücken, welche bislang zumeist zu wenig beachtet worden sei. Neben dem konkreten Bildinhalt, der möglichen Klassifizierbarkeit des Bildes oder seinen immanenten wie äußeren Zusammenhängen sei hier der performative und aktive Aspekt von Bedeutung, der sich etwa bei „markanten“ oder „provozierenden“ Bildern offenbart. Solchen Bildern könne die Fähigkeit zugeschrieben werden, „individuelle bzw. kollektive Handlungen wie Schmerz und Protest auszulösen“. Paul sieht vor allem auf dieser Ebene der Bildinterpretation eine Leerstelle in der geschichtswissenschaftlichen Forschung und fordert eine Öffnung gegenüber einer „historiografischen Bildakt-Forschung“, „die Bilder auch als Bildakte begreift, die selbst wiederum Geschichte generieren.“

### Heike Talkenberger: Geschichtswissenschaftliche Analysemethoden
Heike Talkenberger kategorisierte 1998 fünf Ansätze der geschichtswissenschaftlichen Bildanalyse, die flexibel miteinander kombiniert werden sollten. Gegenstände und der Aufbau eines Bildmotivs könnten mit dem Ansatz der realienkundliche Bildinformation untersucht und als Beispiele einer vergangenen materiellen Kultur interpretiert werden. Allerdings blieben die Produktionsbedingungen, die Distribution oder die Rezeption der Bilder ausgeklammert. Anknüpfend an Erwin Panofsky stehe bei der ikonographischen bzw. ikonologischen Bildbetrachtung das Einzelbild im Zentrum. Die Komposition und ikonographische Einzelheiten des Bildes würden als Ausdruck zur Erklärung menschlicher Normen, Werte und kultureller Vorstellungen einer Epoche einbezogen. Hier plädiert Talkenberger für eine seriell-ikonographische Bildbetrachtung, die zum einen auch „niedere Bildgattungen“ wie Flugblätter, Fotografien, Plakaten und Postkarten auswerte und zum anderen längere Zeiträume untersuche, um den Wandel gesellschaftlicher Einstellungen zum Motiv und Genre analysieren zu können. Die funktionsanalytische Bildbetrachtung könne den Stil und die Hintergründe der Bildherstellung, also etwa Auftraggeber, Rezeption und gesellschaftliche Funktionen des Bildes untersuchen. Der semiotische Ansatz übersetze nach Talkenberger die visuellen Zeichen und Symbole im Bild und eigne sich, da er die Zeichenhaftigkeit des Bildes und seine kommunikative Funktion fokussiere, besonders für die Untersuchung von Kunstwerken oder Motiven, die in der Werbung eingesetzt werden. Mit dem rezeptionsästhetischen Ansatz kann die Frage, wie die Betrachter des Bildes dem Bild eine Bedeutung geben, untersucht werden. Talkenbergers Zusammenstellung bemüht sich also darum, ein möglichst breites methodisches Spektrum in der Herangehensweise an Bilder abzudecken und stellt dabei produktive Bezüge zu sehr unterschiedlichen Bildtheorien her.

### Rainer Wohlfeil im Anschluss an Aby Warburg und Erwin Panofsky: Historische Bildkunde
Eine häufig zitierte Herangehensweise an die geschichtswissenschaftliche Bildanalyse und -interpretation stellt der Ansatz der Historischen Bildkunde dar, die Rainer Wohlfeil in den frühen 1980er Jahren in ihren Anfängen entwickelte und welche sich in ihrem methodologischen Dreischrittschema an die Bildanalysen des Hamburger Kunst- und Kulturhistorikers Aby Warburg und seines Schülers Erwin Panofsky anlehnt.
Warburgs zentrales Anliegen in der „Ikonologie“ ist es, bildliche Inhalte als solche zum Gegenstand der Betrachtung zu erheben, anstatt sich auf eine Analyse von Stil und Form zu konzentrieren. Panofsky entwickelte daraus das kunstgeschichtlich kanonisierte Modell des „ikonologischen Dreischritts“ (siehe auch Ikonologie). Der erste Schritt, die vor-ikonografische Beschreibung untersucht den stilgeschichtlichen Kontext eines Bildes, seinen Aufbau und die dargestellten Inhalte sowie einige Gestaltungsmerkmale hinsichtlich Farben und Lichteinsatz. Die ikonografische Analyse, der zweite Schritt, entschlüsselt das System innerer Bezüge und Bedeutungen im Bild unter Betonung der künstlerischen Intention. Der dritte Schritt, die ikonologische Interpretation, geht schließlich über das Bild hinaus und analysiert äußere, gesellschaftliche Bezüge, also die soziokulturelle Bedeutung des Bildes. Das Kunstwerk wird dabei als Widerspiegelung kultureller Verhältnisse und Deutungsmuster betrachtet.
Obwohl das Modell Panofskys den historischen Kontext des Bildes weniger stark berücksichtigt, als es die Ikonologie Warburgs angedeutet hatte, wurde der methodische Dreischritt, wie auch Rainer Wohlfeil ihn in der Historischen Bildkunde verwendet, zu einem wichtigen Anknüpfungspunkt in der Geschichtswissenschaft. Hierbei zeigt sich ausgeprägt die Verbindung von Geschichtswissenschaft und Kunstgeschichte in der bildanalytischen Theoriebildung. Wohlfeil schlug ebenfalls eine Untersuchung in drei Schritten vor: 1) vor-ikonologische Beschreibung, 2) ikonographisch-historische Analyse (welche wiederum in drei Schritten eine Analyse der ikonographischen Mittel, des Quellencharakters und der historischen, gesellschaftlich fundierten Entstehungs- und Wirkungskontexte des Bildes untersucht) und 3) Erschließen des historischen Dokumentensinns. In diesem letzten Schritt soll das Bild als Element innerhalb einer durch die Geschichtswissenschaft zeitlich bestimmbaren Kultur und als „Ausdruck einer historischen Mentalität“ gedeutet werden. Dabei werden sowohl die sich im Bild niederschlagenden kulturellen Kontexte betrachtet als auch in einer umgekehrten Perspektive versucht, den Einfluss des Bildes auf ebendiese Kontexte zu klären. Wohlfeils Verfahren legte seinen Fokus vor allem auf die geschichtswissenschaftliche Einbettung der Bildanalyse, übernahm für das Verfahren aber deutlich erkennbar wichtige Denkmuster Panofskys. Zentraler Aspekt der geschichtswissenschaftlichen Herangehensweise gemäß dieser Form der Bildanalyse ist die Vorannahme, dass sich durch den historischen Dokumentensinn der Bilder ein Erkenntnisgewinn gegenüber anderen historischen Quellengattungen, etwa Text- und Sachquellen, ermöglichen lasse.

### Jens Jäger, Martin Knauer: Historische Bildforschung
Die Historische Bildforschung, welche von den Historikern Jens Jäger und Martin Knauer vorangetrieben wird, geht davon aus, dass die geschichtswissenschaftliche Bildforschung einen weit gefassten Begriff des Bildes voraussetzen muss, wenn sie die Bilder als Zeugnis gesellschaftlicher, ökonomischer und politischer Entwicklungen auszuwerten versucht. Die Historische Bildforschung befasst sich aber nur mit materiellen Bildern, was insbesondere metaphorische Bilder unberücksichtigt lässt, jedoch nicht einen vollständigen Ausschluss von mentalen Bildern meint, da beide Sphären nicht voneinander zu trennen sind. Denn alle Gemälde, Statuen, aber auch Filme sind im Zusammenhang mit mentalen Bildern entstanden, aber diese sind nicht historiografisch greifbar. Sie können zwar als Texte oder in anderen Medien vorliegen, aber die Frage, inwieweit materielle Bilder Ausdruck mentaler Bilder sind, ist historisch (noch) nicht ausreichend erforscht.

### Diskurstheoretische Bildanalyseverfahren
Einen eigenständigen Weg der Analyse beschreiten diskurs- bzw. dispositivanalytische Bildinterpretationsverfahren in Anknüpfung an zentrale Konzepte des poststrukturalistischen Philosophen Michel Foucault und deren vielfältige diskurstheoretische Erweiterungen, wie sie zum Beispiel Jürgen Link und Siegfried Jäger unter dem Schlagwort einer kritischen Diskursanalyse entwickelt haben.
In einer Zusammenstellung der Diskussion einer kritischen Diskursanalyse von Bildern geben Sebastian Friedrich und Margarete Jäger an, eine besondere Schwierigkeit vieler Ansätze liege darin, dass der Eindruck vermieden werden müsse, es gehe um eine auf Texte fixierte Diskursanalyse im herkömmlichen Verständnis, der Bilder schlicht „angehängt“ würden. Stattdessen werden ausdrücklich auf Bildformen ausgerichtete Analysemethoden mit diskurstheoretischer Ausrichtung angestrebt. Zentral sei nach Friedrich und Jäger dabei die Frage zu behandeln, ob es sich bei Bildern um eine Vergegenständlichung von Wissen oder Wissen sui generis handele.
Während Foucault Bildlichkeit am Rande seines Werks und im Zusammenhang mit der Kunst recht allgemein thematisierte, versuchen daran anschließende Ansätze, wie ihn etwa Sabine Maasen, Torsten Mayerhauser und Cornelia Renggli vertreten, Bilder als Elemente von Dispositiven im Foucaultschen Sinne aufzufassen. In einer Haltung, die institutionalisierte Macht/Wissen-Komplexe analysiere, gelte es, die „komplexen, sich wechselseitig bedingenden, miteinander interagierenden Verhältnisse zwischen Sichtbarem und Sagbarem ins analytische Visier“ zu nehmen. Betont wird in dieser Perspektive die Wissen generierende und gesellschaftliche Realität konstruierende Kraft von Bildern und visuellen Diskurszeugnissen. Hier wird die Anschlussfähigkeit an die von Gerhard Paul herausgestellte mögliche Ausrichtung von Visual History vor, Bilder als „generative“ Kräfte zu betrachten.
In Anlehnung an Formen der Gouvernementalitätsforschung sehen Vertreter diskurstheoretischer Bildansätze darüber hinaus die Möglichkeit, mit der Herausarbeitung der Normalisierungsfunktionen (siehe auch Normalismus) von Bildern deren Verflechtung mit Machtstrukturen produktiv zu analysieren.